# Tachyphonus cristatus
Tachyphonus cristatus е вид птица от семейство Тангарови (Thraupidae).

## Разпространение
Видът е разпространен в Боливия, Бразилия, Венецуела, Гвиана, Еквадор, Колумбия, Перу, Суринам и Френска Гвиана.